# Lotus alpinus
Lotus alpinus là một loài thực vật có hoa trong họ Đậu. Loài này được (DC.) Ramond miêu tả khoa học đầu tiên.

## Hình ảnh

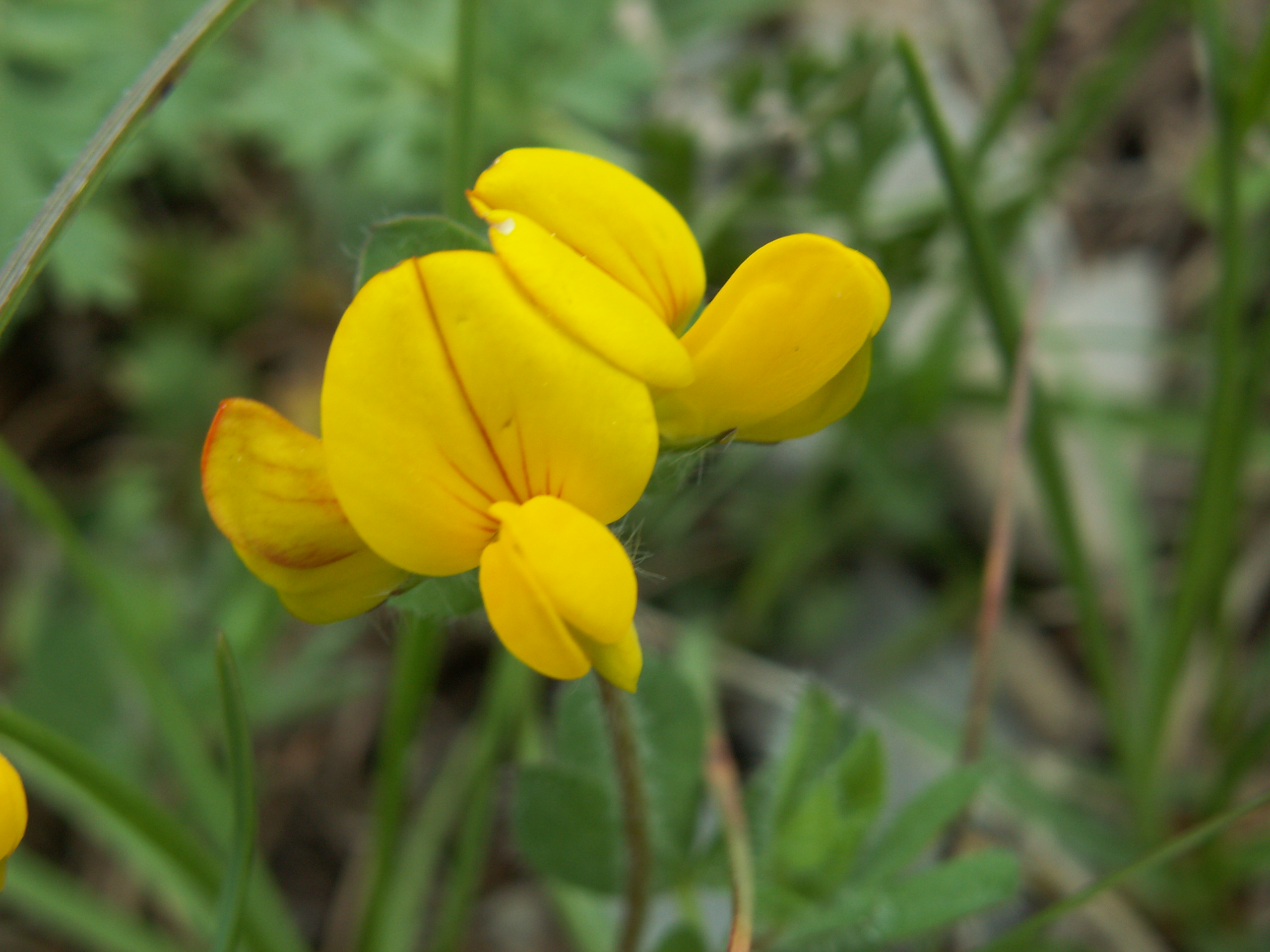
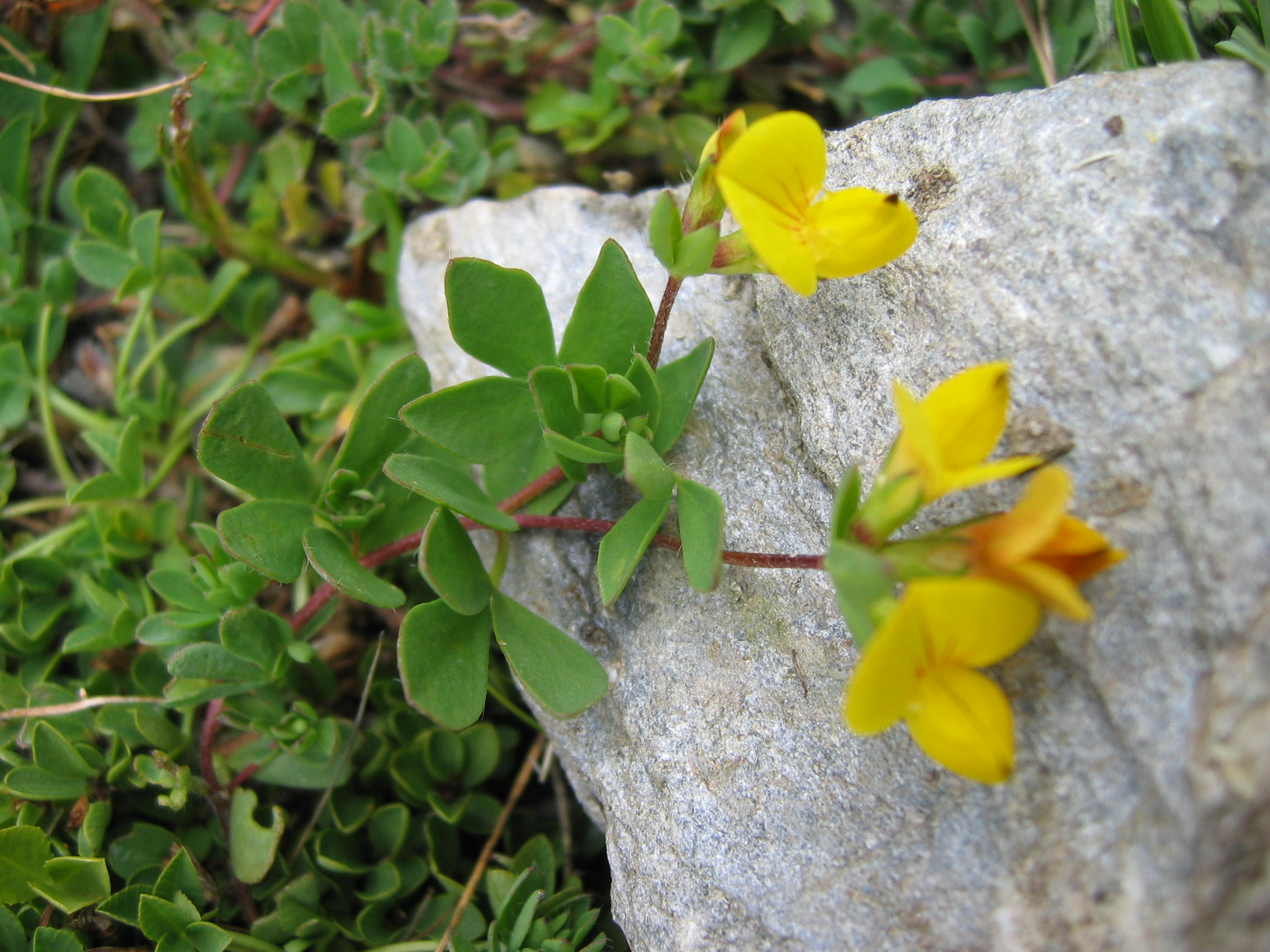
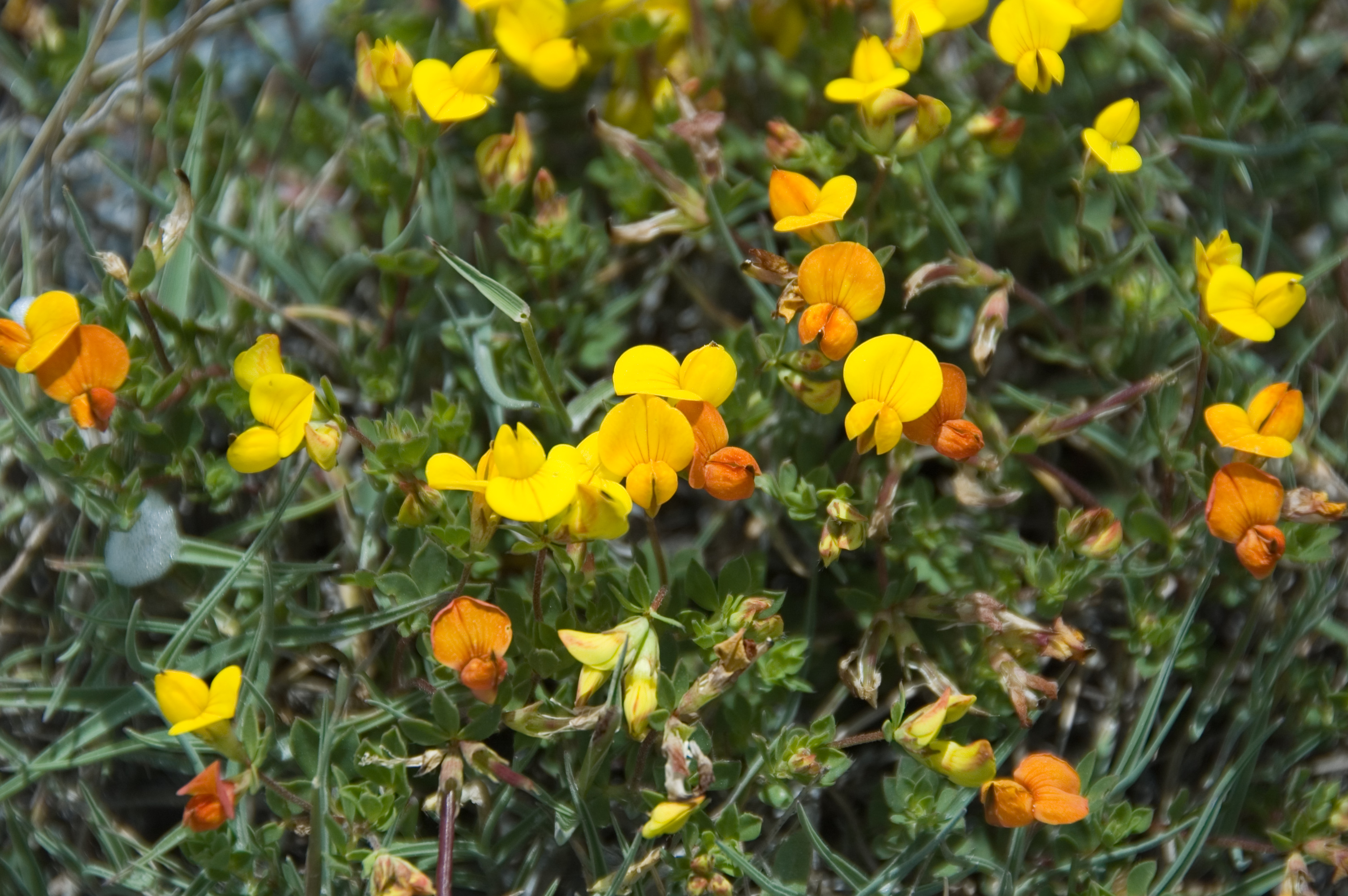
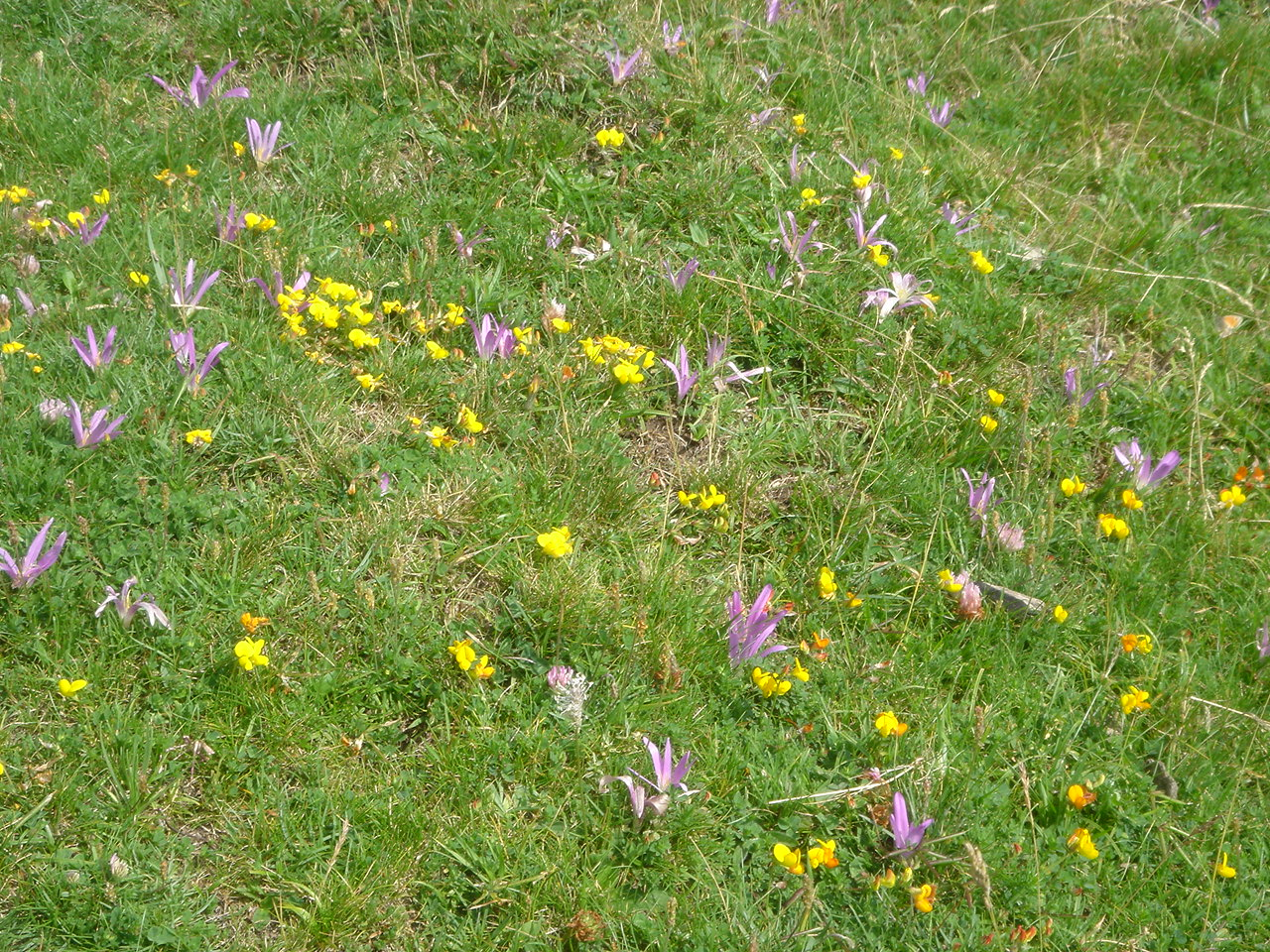